# Funk-Sende-Empfangsgerät
Funk-Sende-Empfangsgerät (FuSE) war die vor und während des Zweiten Weltkriegs innerhalb der Wehrmacht, insbesondere bei der Luftwaffe, gebräuchliche Bezeichnung für ein Funkmessgerät, das elektromagnetische Wellen im Hochfrequenzbereich sowohl aussendete als auch wieder empfing.
Nach dem Zweiten Weltkrieg etablierte sich für diese Art von Geräten die Bezeichnung Radargerät, wobei Radar als Akronym von englisch Radio Detection and Ranging („Funkerkennung und Entfernungsmessung“) abgeleitet ist. Eine damalige alternative Bezeichnung, die hauptsächlich vom Heer und der Kriegsmarine verwendet wurde, war (in damaliger Schreibweise mit „ß“) Funkmeßortungsgerät (FuMO).
Zu den bekanntesten FuSE-Typen gehörte das Funk-Sende-Empfangsgerät FuSE 62 mit dem Decknamen Würzburg und das FuSE 65, Deckname Würzburg-Riese.